# 黄乙秀
黄 乙秀（おう おつひで、ファン・ウルス、生没年不詳）は、日本植民地時代の朝鮮出身のボクサー。
明治大学在学中、1932年ロサンゼルスオリンピックに日本代表として出場した。
このロサンゼルスオリンピック日本代表団には陸上競技選手の金恩培と権泰夏も参加しており、黄乙秀は彼らと並び朝鮮民族最初のオリンピック選手の一人となった。大会では男子ライト級で出場したが、1回戦敗退となった。
1940年1月のボクシング日比対抗戦では、日本代表チームの監督としてフィリピンに遠征した（なお、この日本代表チームは、監督・選手・コーチ全員が朝鮮人選手である）。
解放後は南側で暮らしていたが、朝鮮戦争が勃発すると越北。北朝鮮ボクシング界の指導者となった。1963年時点で朝鮮民主主義人民共和国で功勲体育人の称号を受けており、朝鮮オリンピック委員会委員として活動していた。